# Präsident der Republik Zypern
Der Präsident der Republik Zypern (griechisch Πρόεδρος της Κυπριακής Δημοκρατίας, türkisch Kıbrıs Cumhuriyeti Cumhurbaşkanı) ist Staatsoberhaupt und Regierungschef der Republik Zypern sowie Oberbefehlshaber der zyprischen Nationalgarde. Das Amt wurde durch die Verfassung von 1960 eingerichtet, nachdem Zypern seine Unabhängigkeit vom Vereinigten Königreich erlangt hatte.
Die Kombination der Rolle des Staatsoberhauptes und der Rolle der Regierung ist unter den Mitgliedstaaten der Europäischen Union einzigartig und macht Zypern zum einzigen EU-Staat mit einem vollständigen präsidentiellem Regierungssystem.
Die Verfassung, die während Verhandlungen zu den  Londoner und Zürcher Abkommen ausgehandelt wurde, die die Macht zwischen der griechisch-zyprischen Gemeinschaft und der türkisch-zyprischen Gemeinschaft aufteilten, schreibt vor, dass der Präsident ein Zyperngrieche sein muss. Weitere Voraussetzungen sind, dass der Amtsträger über 35 Jahre alt sein und direkt in einem Zwei-Runden-System gewählt werden muss. Die Amtszeit des Präsidenten beträgt fünf Jahre, und gemäß dem dreizehnten Verfassungszusatz kann niemand mehr als zwei aufeinanderfolgende Amtszeiten regieren.
Nikos Christodoulides ist der achte und derzeitige Präsident Zyperns. Er trat sein Amt am 28. Februar 2023 an.

## Befugnisse und Beschränkungen
Gemäß der Verfassung ist der Präsident der Republik das Staatsoberhaupt und wird für eine Amtszeit von fünf Jahren in direkter, allgemeiner und geheimer Wahl gewählt.
Zu den wichtigsten Befugnissen, die dem Präsidenten der Republik durch die Verfassung zustehen, gehören
- die Befugnis, vom Repräsentantenhaus verabschiedete Gesetze in Kraft zu setzen, oder das Vetorecht auszuüben, um das Inkrafttreten von vom Repräsentantenhaus verabschiedeten Gesetzen zu verhindern, wenn ein  Gesetz Fragen der Außenpolitik, der Sicherheit und der Verteidigung der Republik betrifft,
- das Recht, ein solches Gesetz an die gesetzgebende Körperschaft zurückzuverweisen,
- sowie das Recht, es zur Überprüfung seiner Verfassungsmäßigkeit an den Obersten Gerichtshof zu verweisen.

Darüber hinaus beruft der Präsident die Sitzungen des Ministerrates ein und stellt dessen Tagesordnung auf, wobei er auch für die Ministerratssitzungen ein Vetorecht behält, sofern Beschlüsse Fragen der Außenpolitik, der Sicherheit und der Verteidigung der Republik oder das Vetorecht betreffen.
Darüber hinaus gewährt die Verfassung dem Präsidenten die Befugnis, einseitig unabhängige Staatsbeamte und Richter des Obersten Gerichtshofs zu ernennen.
Es gibt zwei Möglichkeiten, den Präsidenten der Republik seines Amtes zu entheben. Im ersten Fall muss er vom Obersten Gerichtshof wegen Hochverrats verurteilt werden, nachdem die Strafverfolgung durch den Generalstaatsanwalt und den stellvertretenden Generalstaatsanwalt durch einen Beschluss von mindestens drei Vierteln der Parlamentsmitglieder genehmigt wurde. Im zweiten Fall muss er nach einer Strafverfolgung durch den Generalstaatsanwalt und den stellvertretenden Generalstaatsanwalt, die vom Präsidenten des Obersten Gerichtshofs genehmigt werden muss, wegen einer unehrenhaften Straftat oder einer Straftat der moralischen Verwerflichkeit verurteilt werden.